# Liste der Kulturdenkmäler in Ruppertshofen (Rhein-Lahn-Kreis)
In der Liste der Kulturdenkmäler in Ruppertshofen sind alle Kulturdenkmäler der rheinland-pfälzischen Ortsgemeinde Ruppertshofen aufgeführt. Grundlage ist die Denkmalliste des Landes Rheinland-Pfalz (Stand: 8. Dezember 2023).

## Einzeldenkmäler
| Bezeichnung              | Lage                         | Baujahr                            | Beschreibung | Bild                           |
| ------------------------ | ---------------------------- | ---------------------------------- | --- | ------------------------------ |
| Wohnhaus                 | Auf der Klipp 1 Lage         | 18. Jahrhundert                    | Fachwerkhaus, verkleidet, wohl aus dem 18. Jahrhundert | BW                             |
| Backhaus                 | Hauptstraße 9 Lage           | Anfang des 19. Jahrhunderts        | zweigeschossiges verputztes Gebäude, wenig vorkragende Fachwerkkonstruktion über massivem Erdgeschoss, gemauerter Backofen mit Satteldach, Anfang des 19. Jahrhunderts | Fotos hochladen                |
| Wohnhaus                 | Hauptstraße 11 Lage          | 18. Jahrhundert                    | Fachwerkhaus, verkleidet, wohl aus dem 18. Jahrhundert | BW                             |
| Wohnhaus                 | Hauptstraße 14 Lage          | 17. oder 18. Jahrhundert           | Fachwerkhaus, teilweise massiv, verputzt, wohl aus dem 17. oder 18. Jahrhundert                                                                                        | BW                             |
| Wohnhaus                 | Hauptstraße 15 Lage          | 18. Jahrhundert                    | Fachwerkhaus, teilweise verschiefert, 18. Jahrhundert | BW                             |
| Brunnen                  | Hauptstraße, bei Nr. 15 Lage | zweite Hälfte des 19. Jahrhunderts | gusseiserner Laufbrunnen, zweite Hälfte des 19. Jahrhunderts | BW                             |
| Wohnhaus                 | Hauptstraße 18 Lage          | 18. Jahrhundert                    | Fachwerkhaus, teilweise mit Zierverschieferung von 1903, verkleidet, wohl aus dem 18. Jahrhundert                                                                      | BW                             |
| Evangelische Pfarrkirche | Kirchgasse Lage              |                                    | ursprünglich spätromanische Basilika, Seitenschiffe abgebrochen, Südwand barock erneuert                                                                               | weitere Bilder Fotos hochladen |
| Pfarrhaus                | Kirchgasse 2 Lage            | zweite Hälfte des 18. Jahrhunderts | stattlicher Fachwerkbau, verputzt, Mansarddach, wohl aus der zweiten Hälfte des 18. Jahrhunderts                                                                       | BW                             |